# Кайлинский сельсовет
Кайлинский сельсовет — сельское поселение в Мошковском районе Новосибирской области Российской Федерации.
Административный центр — село Кайлы.

## История
Статус и границы сельского поселения установлены Законом Новосибирской области от 2 июня 2004 года № 200-ОЗ «О статусе и границах муниципальных образований Новосибирской области»

## Население
| 2002  | 2010  | 2012  | 2013  | 2014  | 2015  | 2016  |
| ----- | ----- | ----- | ----- | ----- | ----- | ----- |
| 1614  | ↘1272 | ↗1298 | ↘1284 | ↘1274 | ↘1259 | ↗1288 |
| 2017  | 2018  | 2019  | 2020  | 2021  |       |       |
| ↗1317 | ↘1300 | ↘1276 | ↘1227 | ↘1183 |       |       |

## Состав сельского поселения
| № | Населённый пункт | Тип населённого пункта       | Население |
| - | ---------------- | ---------------------------- | --------- |
| 1 | Верх-Балта       | село                         | ↘177      |
| 2 | Глядень          | деревня                      | ↘54       |
| 3 | Ёлтышево         | село                         | ↘213      |
| 4 | Кайлы            | село, административный центр | ↘514      |
| 5 | Томилово         | село                         | ↘314      |

### Упразднённые населённые пункты
Сорокинский — упразднённый в 1971 году посёлок.